# Ponor
Ponor je otvor u reljefu kroz koji površinske vode iz potoka, rijeka ili jezera prodiru u zemlju i nastavljaju teći podzemljem. Jedna su od glavnih značajki krškog krajolika stvorenog u poroznoj i lako topljivoj vapnenačkoj stijeni. Pojavljuju se na dnu ili pri rubu depresija u kršu kao jame i špilje, veće ili manje napukline povezane u dubini, ali i kao sediment sposoban procjeđivati vodu. Rijeke ponornice nestaju u ponorima i pojavljuju se na izvorima u geografski naizgled odvojenim područjima. Neki ponori, ovisno o hidrološkim prilikama, ponekad postaju izvori vode tj. ponašaju se kao estavele.
U međunarodnu znanost o Zemlji ime ponora ušlo je iz proučavanja krških oblika u Sloveniji; riječ dolazi od staroslavenskog nora za rupu.
Ponori su prisutni posvuda u krškom terenu, od Karpata i Dinarida do gorja u Grčkoj i Turskoj kao i na jugu Sjedinjenih Američkih Država. Vode jadranskog sliva u Bosni i Hercegovini leže na dinarskom kršu i dosta ih se kroz procjeđuje kroz ponore i pojavljuje na izvorima u Hrvatskoj; tako na primjer vode rijeke Trebišnjice poniru u Popovom polju i pojavljuje se kao rijeka Ombla pokraj Dubrovnika. Zbog promjena klime ili krških procesa neki ponori izgube svoju ulogu pa postaju špilje ili vertikalne jame; špilja Vranjača u podnožju Mosora bila je ponor dok vode s planine nisu sebi podrovale drugi put.
Ponori često ograničavaju mogućnosti gradnje vodosprema i brana u kršu jer mogu dovesti do značajnih gubitaka vode u podzemlje, čak i nakon temeljitih ispitivanja terena i mukotrpnog zaptivanja. U nekim je slučajevima radi bržeg isušivanja poplavljenih polja pokušavano čišćenje i proširivanje ponora, no takvi postupci često nisu povećavali njihovu propusnost jer ona ovisi i o sposobnosti cijelog podzemnog sustava da proguta vodu.  Premda je gradnja brana počela prije gotovo dva milenija, prve brane u kršu izgrađene su tek u dvadesetom stoljeću: 1922. godine u Tennesseeju, 1927. u Španjolskoj, 1941. u Kentuckyju. U dinarskom su kršu u SFR Jugoslaviji prve akumulacije izgrađene pedesetih godina na rijeci Trebišnjici kod Bileće u BiH (Bilećko jezero na 400 mnm), na Nikšićkom polju u Srbiji i na Buškom Blatu u BiH (700 mnm) iz kojeg vodu za rad dobiva hrvatska hidroelektrana Orlovac (300 mnm). Gradnja akumulacija i retencija zbog ponora i otjecanja vode u podzemlje često mijenja hidrološku i okolišnu sliku u širokom području: dok na jednom mjestu može smanjiti poplave, omogućiti proizvodnju hidroenergije i dostupnost pitke vode, drugdje može dovesti do nestanka izvora vode ili pogoršanja njihove kvalitete, pojačane seizmičnosti, urušavanja vrtača i pojave odrona zemlje.